# Queen’s University Belfast

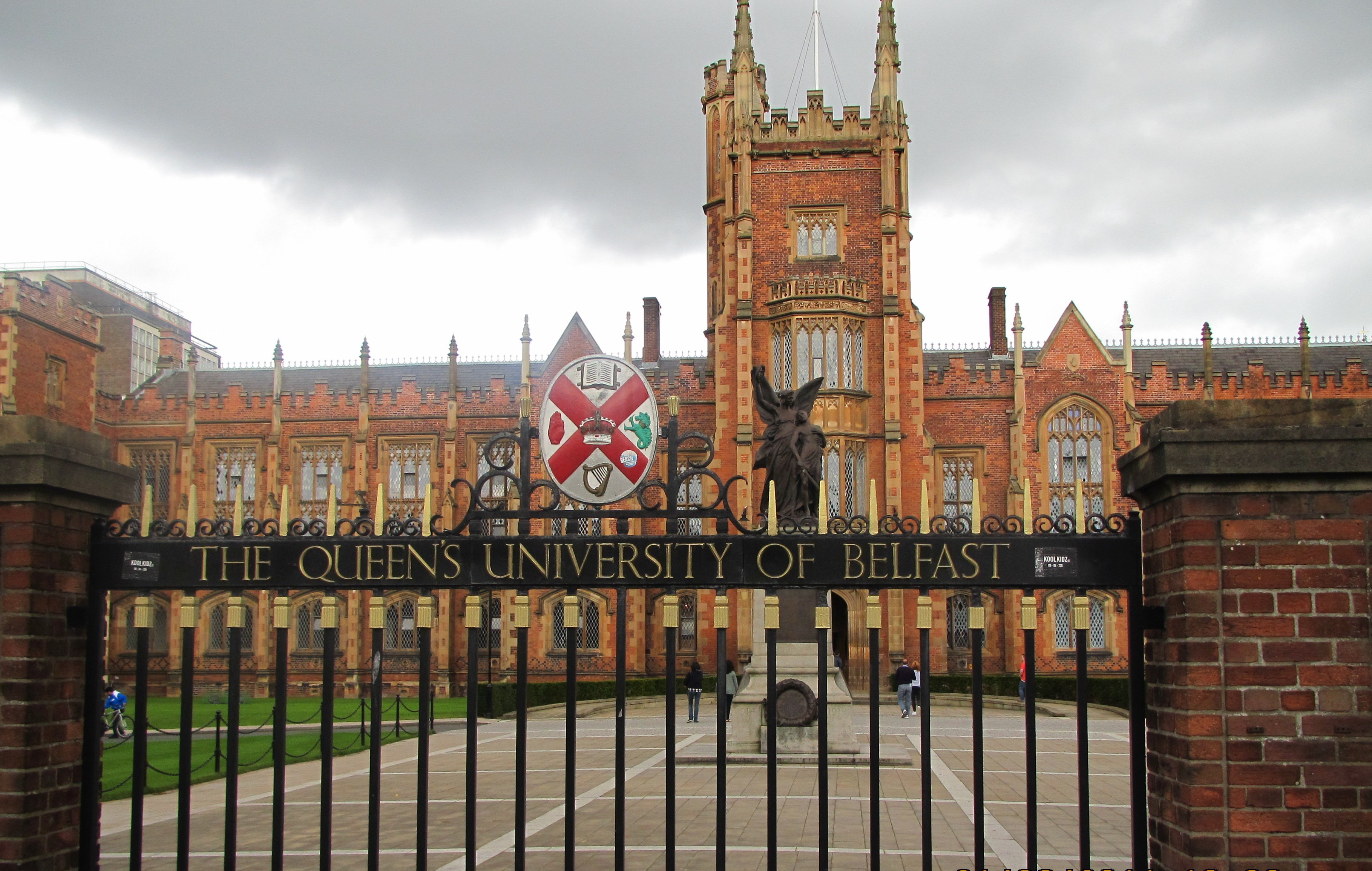
Queen’s University Belfast

Die Queen’s University Belfast (irisch Ollscoil na Banríona, Béal Feirste) wurde als Queen’s College, Belfast gegründet. Ihre Wurzeln reichen bis auf das Jahr 1810 zurück. Die Hochschule hat ein technisches Profil und verfügt über einen umfangreichen Technologietransferdienst. Am St. Mary's College werden auch Lehrer ausgebildet.
Die Universität ist ein Mitglied der 
- Top Industrial Managers for Europe Network,
- Utrecht Network,
- Russell-Gruppe.

Die Universität war eine der wenigen Universitäten, die bis 1950 einen eigenen Sitz im House of Commons hatte. Darüber hinaus war sie bis 1968 mit vier Sitzen im nordirischen Parlament vertreten. Sie ist Mitglied der Association of Commonwealth Universities.

## Zahlen zu den Studierenden und den Mitarbeitern
Von den 24.915 Studenten des Studienjahrens 2019/2020 waren 14.330 weiblich (57,5 %) und 10.585 männlich (42,5 %). 19.115 aus Nordirland, 1.385 Studierende waren aus England, 125 aus Schottland, 70 aus Wales, 1.060 aus der EU und 3.145 aus dem Nicht-EU-Ausland. 18.310 der Studierenden strebten 2019/2020 ihren ersten Studienabschluss an, sie waren also undergraduates. 6.605 arbeiteten auf einen weiteren Abschluss hin, sie waren postgraduates. Davon arbeiteten 1.785 in der Forschung. Insgesamt hatte die Universität 4.365 Mitarbeiter, davon 2.055 akademische.